# WTA Lyon Open
Acest articol este despre turneul feminin. Pentru turneul masculin vedeți ATP Lyon Open
Lyon Open este un turneu de tenis pentru jucătoare profesioniste care are loc anual, în prima săptămână a lunii martie, la Lyon, Franța, începând cu sezonul 2020. Este clasificat ca un turneu la nivel internațional și face parte din WTA Tour. Turneul se joacă pe terenuri cu suprafață dură, în interior

## Rezultate

### Simplu
| An   | Campioană    | Finalistă          | Scor          |
| ---- | ------------ | ------------------ | ------------- |
| 2020 | Sofia Kenin  | Anna-Lena Friedsam | 6–2, 4–6, 6–4 |
| 2021 | Clara Tauson | Viktorija Golubic  | 6–4, 6–1      |
| 2022 | Zhang Shuai  | Daiana Iastremska  | 3–6, 6–3, 6–4 |
| 2023 | Alycia Parks | Caroline Garcia    | 7–6(9–7), 7–5 |

### Dublu
| An   | Campioane                        | Finaliste                                 | Scor             |
| ---- | -------------------------------- | ----------------------------------------- | ---------------- |
| 2020 | Laura Ioana Paar Julia Wachaczyk | Lesley Pattinama Kerkhove Bibiane Schoofs | 7–5, 6–4         |
| 2021 | Viktória Kužmová Arantxa Rus     | Eugenie Bouchard Olga Danilović           | 3–6, 7–5, [10–7] |
| 2022 | Laura Siegemund · Vera Zvonareva | Alicia Barnett Olivia Nicholls            | 7–5, 6–1         |
| 2023 | Cristina Bucșa Bibiane Schoofs   | Olga Danilović Alexandra Panova           | 7–6(7–5), 6–3    |